# Aram I

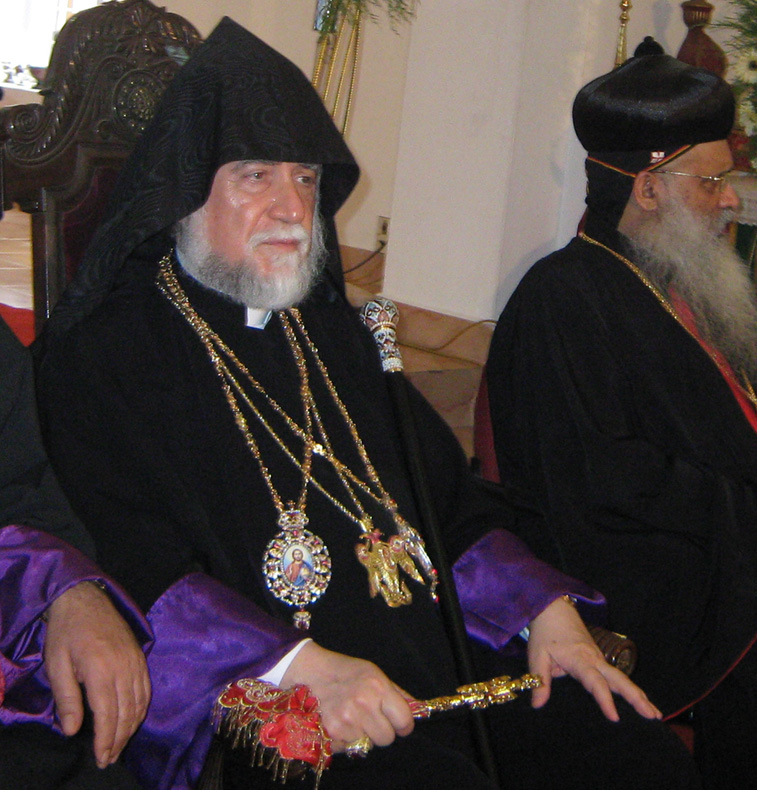
L'attuale catholicos Aram I.

Aram I, (in armeno Արամ Ա.? nato Pedros Keshishian) (Beirut, 8 maggio 1947), è un vescovo cristiano orientale libanese, Catholicos di Cilicia della Chiesa apostolica armena dal 1995.

## Biografia
Nato con il nome di Pedros Keshishian, a Beirut nel 1947, fu ordinato prete nel 1968 e consacrato vescovo ad Antelias il 22 agosto 1980. Nei successivi quindici anni, fino al 1995 fu vescovo di Beirut della Chiesa Apostolica Armena.
Nel 1991 diventò presidente del Comitato Centrale del Consiglio ecumenico delle Chiese. Il 28 giugno 1995 è stato eletto Catholicos di Cilicia.
Attualmente risiede ad Antelias, una città a 5 km a nord di Beirut, in Libano.